# Lannea rivae
Lannea rivae är en sumakväxtart som först beskrevs av Emilio Chiovenda, och fick sitt nu gällande namn av Sacleux. Lannea rivae ingår i släktet Lannea och familjen sumakväxter. Inga underarter finns listade i Catalogue of Life.